# Matthieu Saglio
Matthieu Saglio (* 1977) ist ein französischer Jazz- und Weltmusiker (Cello, Komposition).

## Wirken

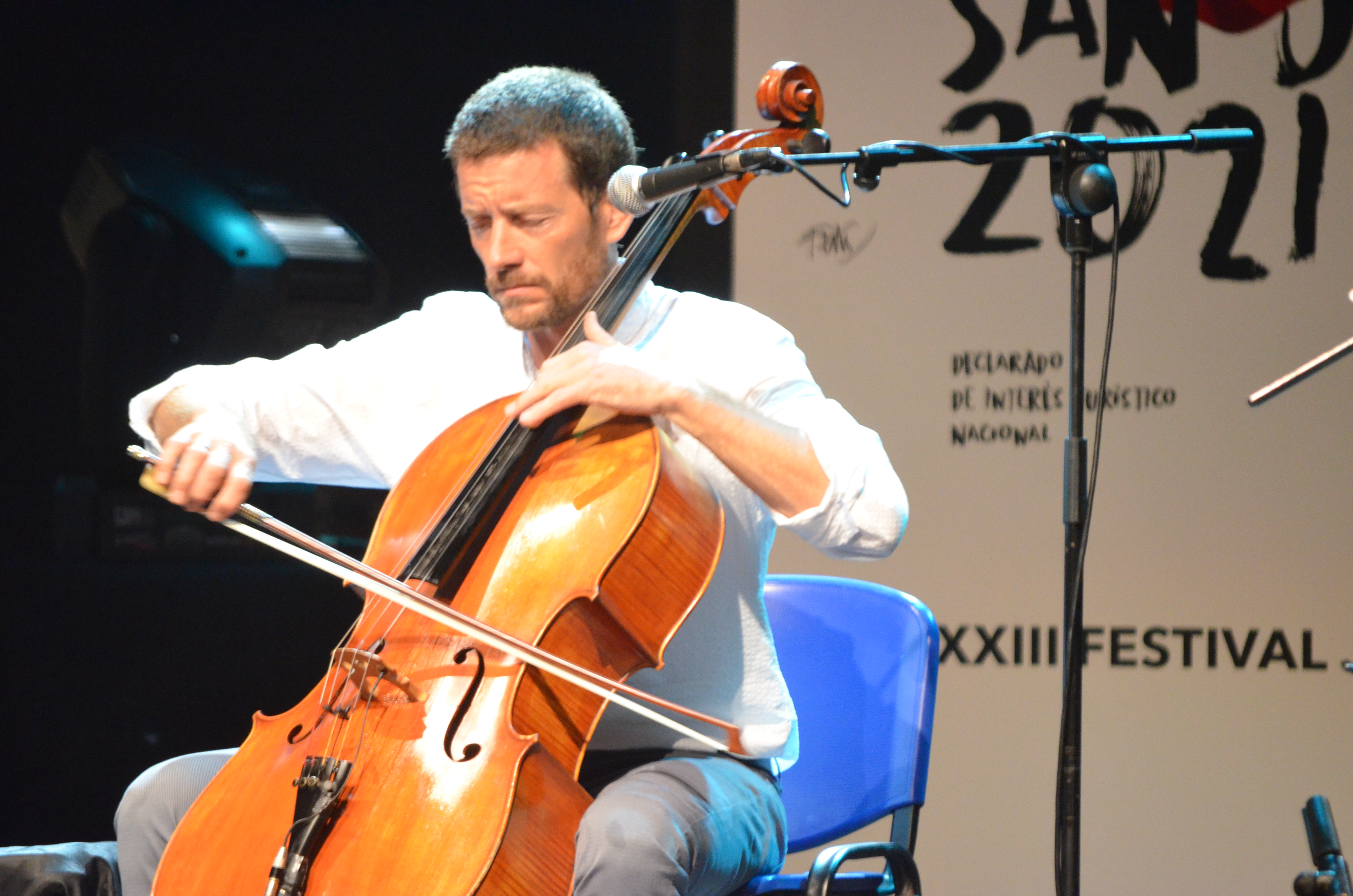

Saglio studierte klassisches Cello am Konservatorium von Rennes. Er zog dann nach Valencia, wo er durch die dortige Flamencoszene beeinflusst wurde. Seit 2002 spielte er in der Gruppe Jerez-Texas. 2015 gründete er mit der Sängerin und Cellistin Nesrine Belmokh und dem Perkussionisten David Gadea das Trio NES, das mehrere Alben veröffentlichte. Der Kontratenor Samuel Cattiau und der Gitarrist Quentin Dujardin holten ihn für ihr Album Resonance (2015); mit dem Geiger Léo Ullmann und dem Perkussionisten Bijan Chemirani bildeten sie das gleichnamige Quintett (Illuminations, 2019).
Nachdem er unter eigenem Namen bereits 2009 das Album CelloSolo vorgelegt hatte, veröffentlichte er 2020 bei ACT das Album El Camino de los vientos. 2021 folgte eine Live-Version des Albums, die in San Javier aufgenommen wurde. Gemeinsam mit seinem Bruder, dem Sänger Camille Saglio, veröffentlichte er 2025 das Album Al AlbA.

## Diskographische Hinweise
- CelloSolo (2009)
- Matthieu Saglio & Emilio Garrido Live en Alcalá (2013)
- Matthieu Saglio & José ‘El Piru’ Petit à petit (2017)
- NES Ahlam (ACT 2018)
- El Camino de los vientos (ACT 2020) featuring: Nguyên Lê, Nils Petter Molvær, Carles Benavent, Vincent Peirani, Steve Shehan, Bijan Chemirani, Léo Ullmann, Camille Saglio, Ricardo Esteve, Isabel Julve, Abdoulaye N'Diaye sowie Teo, Marco, Gael Saglio Pérez[6]
- Matthieu Saglio Quartet & Guests: Live in San Javier 2021 (Pulpito Records 2021), mit Steve Shehan, Christian Belhomme, Léo Ullmann, featuring: Carlos Sanchis, Camille Saglio, Isabel Julve, Abdoulaye N'Diaye
- Voices (ACT 2023) mit Steve Shehan, Christian Belhomme, Léo Ullmann, featuring: Susana Baca, Alim Qasimov, Natacha Atlas, Nils Landgren, Wasis Diop, Anna Colom, Camille Saglio
- Matthieu Saglio & Camille Saglio Al Alba (ACT 2025) featuring: Gabriel Saglio